# Китара
Китара — держава на заході сучасної Уганди у 13 — 15 ст.
Держава склалась у 13 — 14 ст. в результаті завоювання західних земель сучасної Уганди скотарями чвезі, що належали до південної групи народів які говорили на нілотських мовах. Підкорене ними населення, що займалось землеробством і говорило на мовах банту за рівнем культури переважало завойовників.
Розквіт держави припав на 1-у половину — середину 15 ст. Від столиць двох правителів  — Ндахури в Мубенді і Вамари — в Біго збереглися земляні споруди у вигляді траншей і валів площею 13-15 кв.км. Наприкінці 15 ст. Китара прийшла в занепад.